# F.E.A.R. Extraction Point
F.E.A.R. Extraction Point (название игры в России — «F.E.A.R.: Эвакуация») — первое дополнение к игре «F.E.A.R.», продолжение истории о борьбе секретного подразделения F.E.A.R. (First Encounter Assault Recon, в русскоязычном переводе — «Федеральная Единица Агрессивного Реагирования») с потусторонними силами. Главным героем является тот же сотрудник подразделения что и в оригинальной игре, оперативный сотрудник, вызванный для проведения первого боевого задания и сразу же попавший в самое сердце зловещих событий.

## Сюжет

### События в предыдущей игре
Спецподразделению F.E.A.R. поручают убить телепата Пакстона Феттела, получившего ментальный контроль над армией солдат-клонов военной корпорации «Армахем Технолоджи» — достаточно ликвидировать Феттела, чтобы остановить клонов. Выясняется, что он ищет кого-то, называя его «Источником». По найденным из компьютеров компании «Армахем Технолоджи» доказательствам становится известно, что «Источником» является девушка Альма Уэйд, и что она мать Пакстона Феттела. По ходу игры Альма время от времени даёт о себе знать пугающими галлюцинациями и обрывками её воспоминаний. Позже оперативный сотрудник направляется к научному комплексу «Источник» , куда устремились Харланд Уэйд и командир клонов, чтобы освободить Альму из подземного сооружение под названием Саркофаг. Во время пребывания в Саркофаге главный герой, находясь в состоянии галлюцинации, убивает Пакстона Феттела, но точно ли — неизвестно. Единственный способ остановить Альму — взорвать Саркофаг. Оперативник уничтожает предохранители ядерного реактора и с боем выбирается на поверхность подальше от взрыва; после взрыва его подбирает вертолёт с Джин Сун-Квон и Дугласом Холидеем, тоже сотрудниками F.E.A.R. В последние секунды игры на вертолёт забирается Альма…

### События в дополнении
Альма вызывает крушение вертолёта, однако Оперативник, Холидей и Джин выживают, не получив серьёзных ран. В городе царит хаос, улицы совершенно пусты, жители словно вымерли, и только голос из громкоговорителей просит не выходить на улицу. Первоочередной задачей агентов F.E.A.R. и бойцов «Дельты», выживших в боях с клонами, становится координация сил и эвакуация из зоны поражения взрывом Саркофага. Точкой сбора и эвакуации назначена больница Оберн Мемориал (auburn — англ. «золотисто-рыжий»; цвет огня пожаров в «мире» Альмы). Солдаты-клоны деактивированы, но практически на первых минутах игры возвращённый Альмой в виде призрака Феттел вновь берёт их под контроль, комментируя это словами: «Я знаю, это бред. Уже мало что имеет смысл. Ты убил меня, и мне это не понравилось». Видения Альмы начинаются ещё раньше и продолжаются до самого конца игры. В дополнении Альма гораздо чаще предстаёт в злом «взрослом» образе, чем в оригинальной игре.
Оперативник и Холидей, преодолевая сопротивление восстановленной армии клонов, пытаются воссоединиться, однако вскоре после того, как им это удаётся, они сперва сталкиваются с Феттелом, а потом и Холидей погибает от рук странных существ — мистических порождений Альмы, которые периодически появляются по ходу игры и доставляют немало неприятностей как протагонисту, так и клонам, которые гибнут целыми отрядами.
После кошмарной гибели Холидея, просившего перед смертью позаботиться о Джин, Оперативник продолжает путь в одиночку, направляясь в метрополитен. Идя по путям метро он замечает, что клоны перевозят что-то куда-то в больших количествах, однако что и куда они перевозят, остаётся неизвестным. Несколько раз он находит группы спецназа, видимо, также решивших отходить к точке эвакуации через метро, но спасти никого не удаётся — Оперативник опаздывает на считанные секунды, и наседающие со всех сторон клоны успевают уничтожить бойцов Дельты. Видения показывают, как к Джин подходит мрачный призрак пропавшего без вести в первой части игры оперативника F.E.A.R. Спенсера Янковски, и как с ней говорит Феттел, утверждающий, что он не причинит ей вреда, но не может ручаться за свою мать.
В метро Альма (в "детском" образе) впервые помогает протагонисту — она проходит через тоннель впереди него и уничтожает отряд клонов, после чего сообщает сыну: «Теперь ты в безопасности.» (в оригинале), «Все в порядке. Не бойся.» (в дубляже). Однако если подойти к Альме слишком близко, то она может убить и протагониста.
Добравшись по путям метро до выхода в город, оперативный сотрудник едва не погибает при подрыве тоннелей клонами. Очнувшись на парковке у разрушенной линии метро в луже собственной крови, протагонист начинает пробиваться к точке эвакуации и в итоге прибывает к крылу больницы Оберн Мемориал, где оперативник обнаруживает полный разгром. Трупы спецназа десятками валяются в лужах крови, кровавые потоки стекают по стенам, то и дело встречаются Образы, которые, вероятно, и устроили эту резню (для их нападений свойственны фонтаны крови и поломанная мебель). Джин, единственная выжившая в больнице, периодически связывается с протагонистом по рации, с каждым разом — всё печальнее и нежнее. Она была неравнодушна к Оперативнику, как ясно из первой части игры, ещё до начала основных событий, когда они только познакомились. Надежды даже просто на встречу напоследок всё меньше и меньше, и в последний раз она говорит: «Ты не придешь, да? Я тут умру одна. Я не хочу умирать, слышишь?». Прорываясь через отряды клонов и стаи кошмаров, Оперативник наконец добирается до Джин, но его отвлекает стая призраков, преследовавших учёную. Пока протагонист занят ими, перепуганная девушка скрывается в каком-то телепорте, связывающем цепочку «параллельных миров» Альмы. Оперативник снова не успевает — он лишь слышит протяжный крик и вбегает в залитую кровью комнату, где над телом Джин Сун-Квон парят, стремительно растворяясь в воздухе, три таких же существа, какие убили Холидея.
Силы клонов встречаются заметно реже, а вот видений Альмы становится намного больше, кроме того, представлен целый спектр её разнообразных порождений. Уже прорываясь на крышу к вертолёту, Оперативник сталкивается с сонмами ужасов, и в итоге после обрыва тросов, падая в кабине лифта, ведущего к посадочной площадке, оказывается в холле у морга, забитом трупами и разной нечистью. Последняя глава (не считая эпилога) вообще лишена материальных противников, более того, практически полностью проходит в кошмарах Альмы. Протагонист оказывается в месте, напоминающем ад в варианте Silent Hill — мрачная тюрьма, в камерах которой обречены на страдания погибшие по ходу сюжета люди, участвовавшие в экспериментах над Альмой. После прохождения через лабиринты «ада» герой снова оказывается в больнице, кроме того, обнаруживает, что выходит из морга (можно предположить, что формально в этот момент герой воскрес). Следов бойни и кошмара в больнице больше нет, как будто протагонист побывал в длительной галлюцинации. Лифт оказывается полностью исправен. В это же время координатор «Дельты» (в русской версии игры - Роуди Беттерс, координатор F.E.A.R., который до этого ни разу не появлялся в дополнении) засекает сигнал Оперативника и выходит на связь.
Протагонист поднимается на крышу Оберн Мемориал, где его ждёт заключительная схватка с силами клонов, и вертолёт эвакуации, взрывающийся прямо у него под носом. Тяжело раненый взрывом, Оперативник подходит к месту крушения вертолета на посадочной площадке, откуда видит полуразрушенный и горящий город, слыша при этом голос Феттела, который злорадно повторяет свои слова, сказанные ещё в первой части игры задолго до освобождения Альмы: «Зарывая свои грехи в землю, люди сеют семена собственной гибели... Но она не будет забыта. Я этого не допущу... Они умрут. Все умрут. Грядёт война. Я вижу... Пламя, охватившее землю, трупы на улицах, пепел сгоревших городов... Расплата...». Оперативник закрывает глаза и теряет сознание. На этом сюжетная линия обрывается.

### Последующие события
«Extraction Point», как и «Perseus Mandate», не является каноничным дополнением, поэтому сиквелы «F.E.A.R. 2: Project Origin» и «F.E.A.R. 3» игнорируют все его события.

### Эпизоды
- Заражение;
- Бегство;
- Подземный путь;
- Злой умысел;
- Эвакуация;
- Эпилог.

## Игровой процесс
Продолжительность игры была сокращена вдвое по эпизодам, нежели оригинальная игра, но игровой процесс был расширен за счёт того, что разработчики создали уровни на открытых пространствах, за отсутствие которых сильно критиковалась оригинальная F.E.A.R. Было добавлено новое оружие, такое как пулемёт и лазерный карабин, а также мини-турели. В игру были включены новые виды врагов — роботы. Главному герою то и дело не дают покоя видения. Паранормальные явления учащаются.

## Отзывы
| Сводный рейтинг | Сводный рейтинг |
| Агрегатор       | Оценка          |
| --------------- | --------------- |
| GameRankings    | 75,82 %         |